# Vapor Villarino

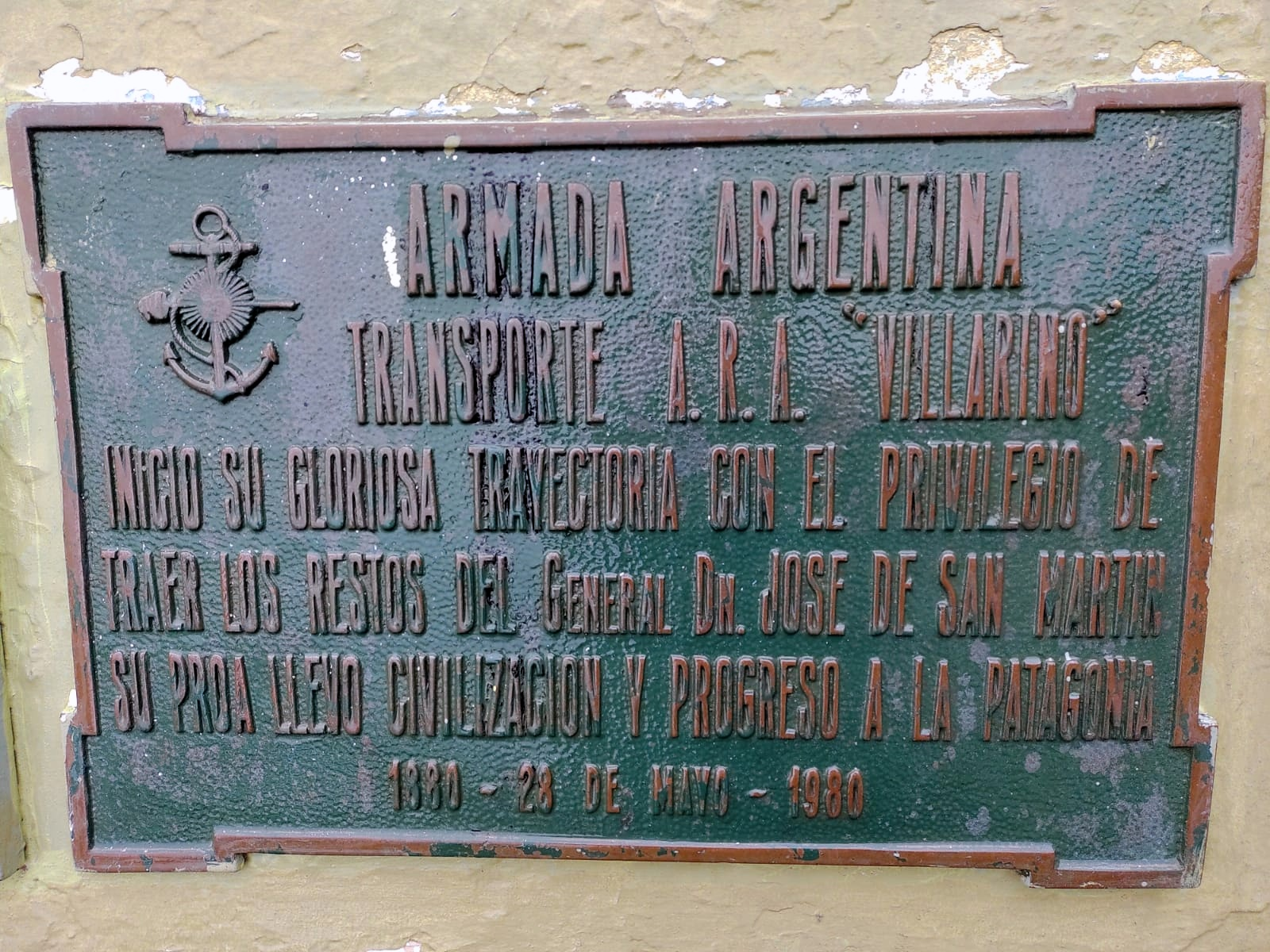
Placa donada por la armada. La misma está colocada en Puerto Madryn junto a la hélice del Villarino

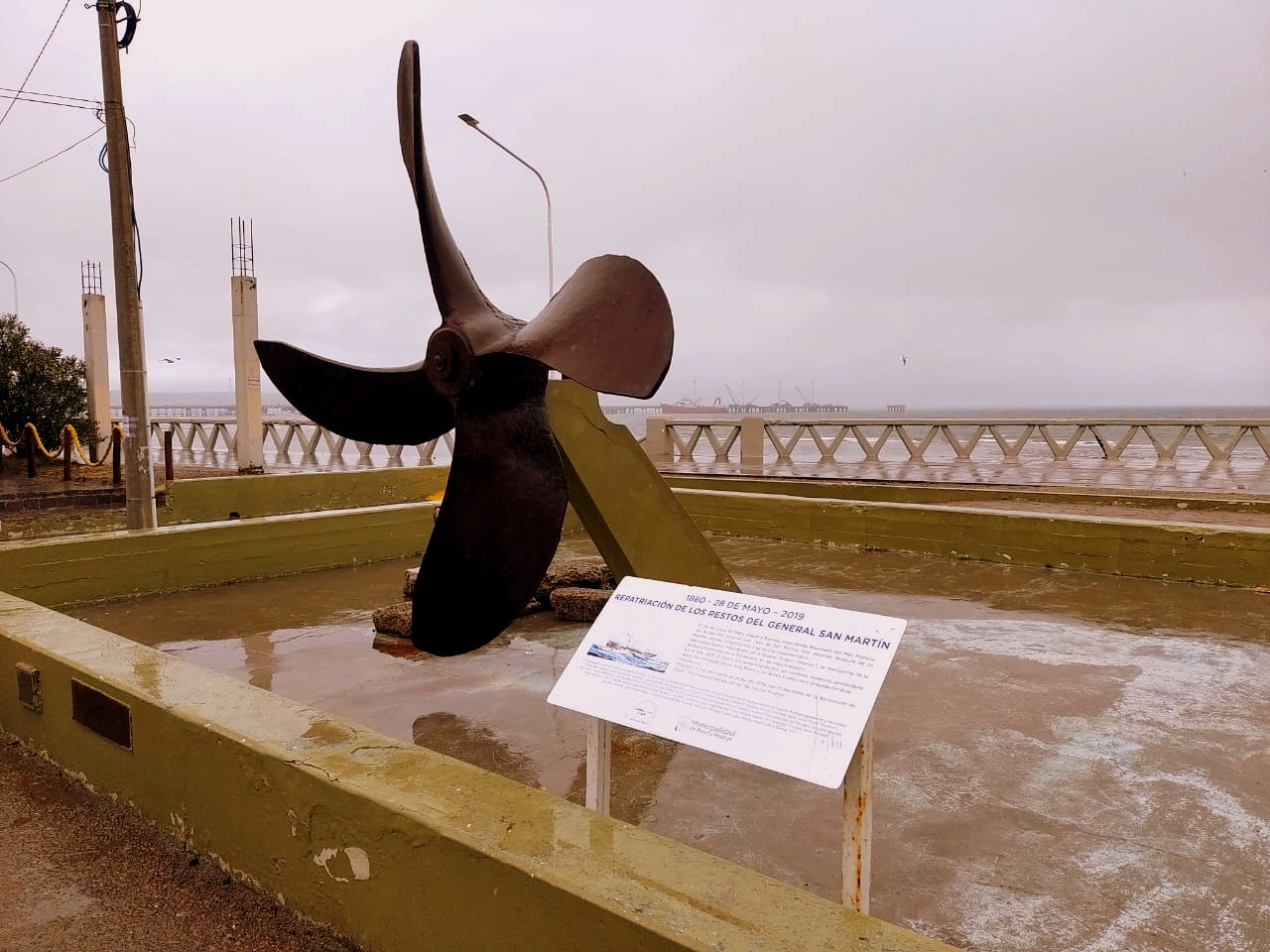
Restos del Villarino a modo de monumento sobre la costanera de Puerto Madryn

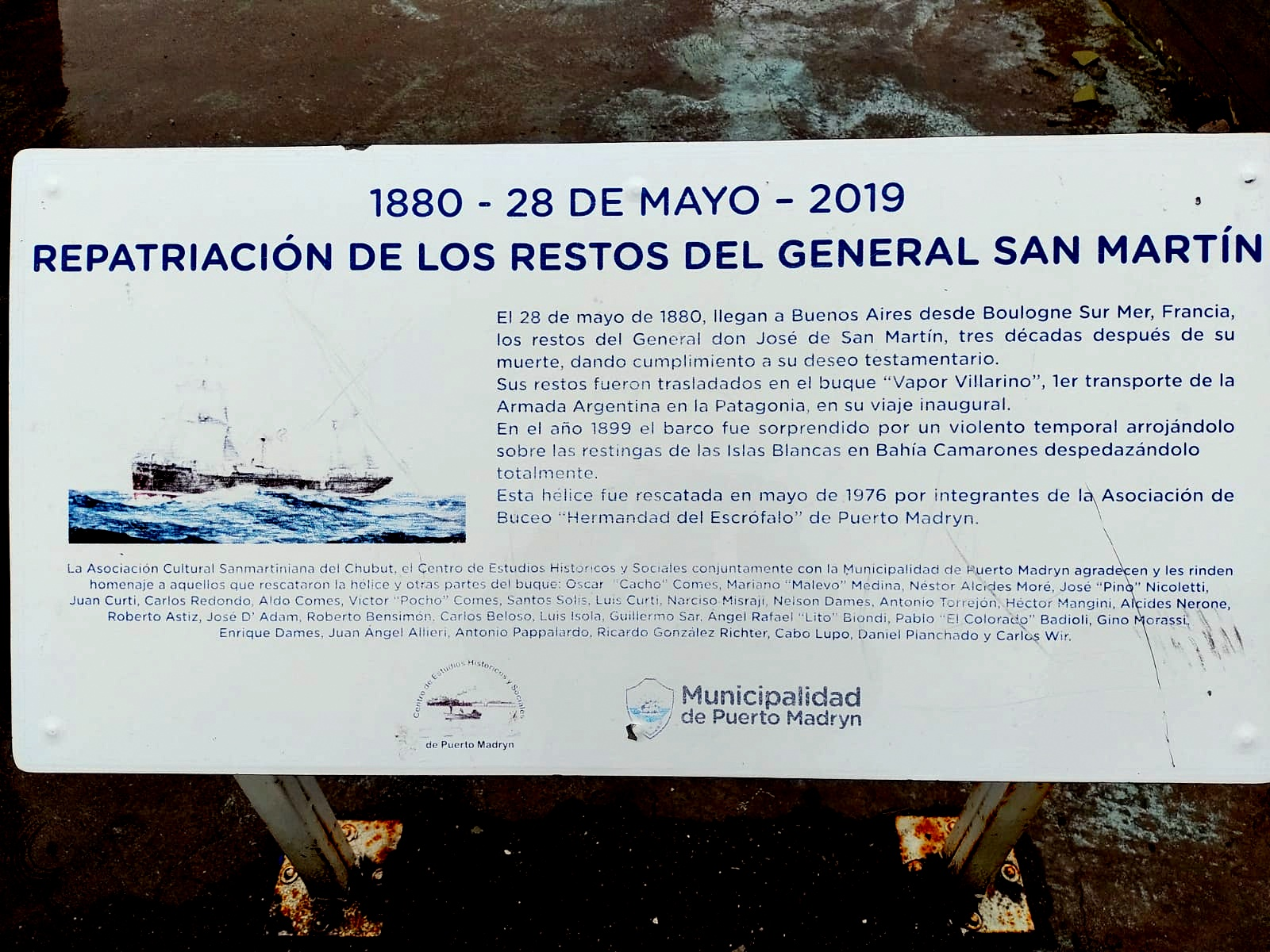
Placa colocada por la municipalidad de Madryn. La misma honra a quienes rescataron los restos y está colocada junto a la hélice del Villarino

El vapor Villarino fue un buque de vapor que sirvió como transporte armado en la Armada Argentina. Fue el primer buque de guerra de esa armada trasladado con mandos y tripulación argentina desde Europa (donde fue construido). En su viaje inaugural condujo los restos del general José de San Martín y hasta su naufragio cumplió un destacado servicio en apoyo de la exploración y colonización de la Patagonia argentina.

## Historia
Durante el gobierno de Nicolás Avellaneda, el Ministerio de Guerra y Marina a cargo de Julio Argentino Roca impulsó la adquisición de un vapor de transporte con capacidad para conducir un batallón de infantería en armamento completo. Parte de la iniciativa para hacer efectiva la soberanía argentina en la patagonia, su nombre recordaría al piloto de la Real Armada Española Basilio Villarino, explorador y colonizador de la Patagonia. 
Por encargo de Manuel Rafael García Aguirre, ministro de la República Argentina en Londres fue contratada su construcción a los astilleros Cammell, de Cammell Laird, de Birkenhead, Inglaterra, responsables de la construcción de los buques de la Escuadra Sarmiento, en la suma de 18000 libras.
Se trataba de un vapor con aparejo de bergantín goleta y casco de hierro. Sus 8 velas tenían una superficie de 954 m² y la altura del palo mayor alcanzaba los 26 m. Su eslora máxima era de 56,37 m. Tenía 9,14 m de manga, 4,56 m de puntal, 3,96 m de calado y un desplazamiento de 1192 t. De acuerdo al requerimiento sus bodegas estaban preparadas para transportar 500 hombres con armamento completo. Impulsado por una máquina a vapor Sistema Compound de 800 HP que impulsaban una hélice de 4 palas podía mantener cómodamente una velocidad de crucero de 11 nudos.

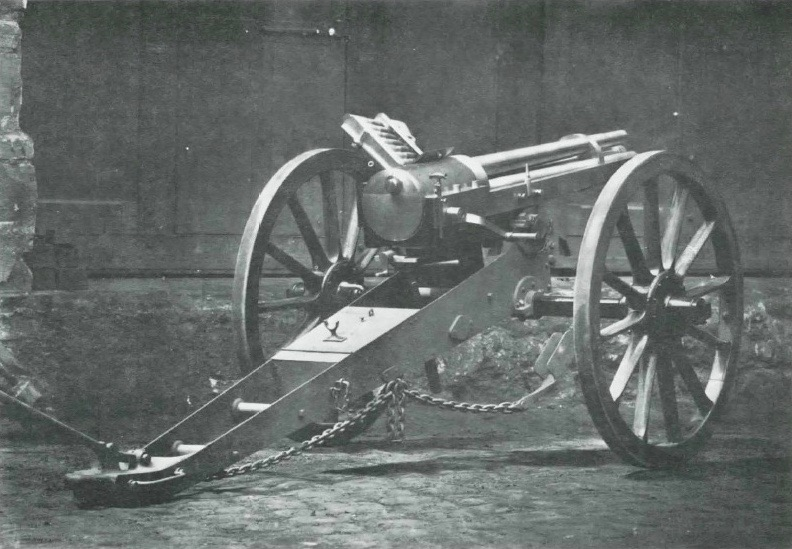
Hotchkiss Revolving Cannon

Su armamento original consistía en dos cañones Armstrong de 20 libras de retrocarga y 2 cañones rotatorios Hotchkiss, mientras que la tripulación contaba con fusiles Remington.
En 1879 fue colocada su quilla y el 24 de febrero de 1880 fue botado en Liverpool y el 7 de abril fue recibido oficialmente por el jefe de la comisión naval argentina en Inglaterra Clodomiro Urtubey y el ministro Manuel Rafael García Aguirre. Tras izar el pabellón argentino y al mando de Ceferino Ramírez, con los subtenientes Juan Picasso, Agustín Del Castillo y Emilio Barilari como oficiales y una tripulación de 50 hombres partió al Bassin du Roi en El Havre para recibir en ese puerto los restos mortales del general José de San Martín.
El Villarino arribó a Bassin du Roi a principios de abril. Allí, Picasso, Del Castillo y Barilari dejaron el buque para ingresar en la marina inglesa Picasso y los restantes en la italiana. En su lugar, se incorporaron Daniel de Solier como segundo de a bordo y el subteniente Manuel José García-Mansilla, quien dejaba el puesto de guardiamarina de 1.ª clase de la armada francesa.

### Repatriación de los restos de José de San Martín
Al morir el 28 de febrero de 1875 Mercedes San Martín, hija del general y esposa de Mariano Balcarce, ministro argentino en París, quien se había opuesto a separarse de los restos de su padre mientras viviera en Francia, se activaron los proyectos en tal sentido. El 11 de abril de 1877 el presidente Nicolás Avellaneda firmó el decreto creando una comisión encargada de restituir los restos del Libertador, la cual se constituyó el 24 de abril y estuvo presidida por el vicepresidente de la nación, Mariano Acosta, e integrada inicialmente por el presidente de la Corte Suprema de Justicia de la Nación Argentina Salvador María del Carril, el presidente de la Municipalidad de Buenos Aires Enrique Perisena, el general Julio de Vedia, Antonio Malaver, el secretario del Senado de la Nación Argentina Carlos María Saravia, el secretario de la Suprema Corte de Justicia de la Provincia de Buenos Aires Aurelio Prado y Rojas.  
Para cubrir los gastos, la Comisión de Repatriación obtuvo $ 1.400.000 (unos $f 56000), más de la mitad por colecta popular. Las gestiones y preparativos consumieron los siguientes dos años, hasta que a fines de 1879 todo estuvo preparado para la repatriación.
Un tren expreso dispuesto a efectos de transportar desde París a Le Havre a la comitiva e invitados a la ceremonia, dejó a las 9 de la mañana la estación Saint Lazare del Ferrocarril del Oeste. La comitiva incluía a los ministros Mariano Balcarce, Manuel Rafael García Aguirre, Emilio de Alvear, Manuel del Carril, Fernando Gutiérrez de Estrada (esposo de la nieta de San Martín) a la comisión de repatriación presidida por Mariano Acosta, numerosos argentinos y americanos residentes en París, los ministros José María Torres Caicedo (El Salvador), Toribio Sanz (Perú), Andrés de Santa María (Colombia), José María de Rojas (Venezuela), Miguel de Francisco Martín (Guatemala), coronel Juan José Díaz (Uruguay).
La comitiva llegó a las 14 a la estación de Le Havre donde fueron recibidos por el estado mayor del Villarino y las autoridades del Havre y trasladados a la Iglesia de Nuestra Señora, catedral del Havre, donde esperaban los restos del Libertador y representantes del gobierno francés y sus fuerzas armadas, así como autoridades municipales y cuerpo consular. La ceremonia era acompañada por el batallón N° 119 de Infantería de línea. Tras la ceremonia religiosa y el responso del cura Duval, canónigo de la Catedral, el cortejo marchó precedido y flanqueado por el batallón rumbo al Bassin du Roi.
Allí fue recibido a bordo con discursos de los Ministros Mariano Balcarce, Manuel R. García Aguirre y Emilio Alvear. 
Como expresó el ministro García Aguirre en su discurso a bordo del Villarino, sus tripulantes eran 

los primeros que conducís a través del Océano, un bajel de nuestra armada, desde la Europa; él va cargado con el depósito más valioso que ninguno condujera al suelo argentino. Grande es vuestra responsabilidad. Cuando lo entreguéis a nuestros compatriotas, os ruego unais vuestros votos a los mios, para desear que mientras guardemos esas reliquias no se despierten en la república los odios y pasiones que tanto han retardado su engrandecimiento

Finalizada la ceremonia y ubicado el féretro, tras la partida de los visitantes se embarcaron cajones conteniendo las piezas del monumento a San Martín construido por el escultor parisino Louis-Robert Carrier-Belleuse, destinado a la Catedral Metropolitana de Buenos Aires.
Acompañado por una salva de 21 cañonazos de la batería de la plaza dejó el puerto el 21 de abril a las 9 de la mañana y arribó en São Vicente el 27 de abril sin inconvenientes y manteniendo una velocidad de crucero de 11 nudos. Allí se llenaron las carboneras, que tenían una capacidad de 110 t, y se recibió al presidente de la municipalidad Da Ferro, quien también oficiaba como vicecónsul argentino.
El 2 de mayo a las 14 horas zarpó nuevamente y efectuó el viaje sin más incidente que una fuerte tormenta que se desató el 13 a la noche a la altura del Cabo de Santa Marta, pudiendo mantener durante los dos días que duró una velocidad constante de entre 5 y 7 nudos.
Arribó a Montevideo a las 18 horas del 17 de mayo de 1880. A pedido del gobierno del Uruguay presidido por Francisco Antonino Vidal Silva se desembarcó el féretro rindiéndosele honores en la Catedral de Montevideo.
Dado que no se esperaba arribase en solo 24 días, y en razón de la situación que se vivía en la ciudad de Buenos Aires, donde el gobierno de la provincia de Buenos Aires, encabezado por Carlos Tejedor y el de la nación (Nicolás Avellaneda) se hallaban en preparativos de guerra, el Villarino debió permanecer una semana en Montevideo mientras se completaban los preparativos en la capital. Una comisión nombrada el 19 de mayo y compuesta por los generales Juan Esteban Pedernera, José María Bustillo y Luis María Campos, los coroneles José Murature, Joaquín Viejobueno, Eduardo Escola y Martín Guerrico se trasladó a Montevideo para recibir los restos, acompañados por los cadetes y aspirantes de los colegios militar y naval.
El 24 al mediodía se dirigió a Buenos Aires escoltado por el monitor Los Andes y las cañoneras Uruguay y República.
El 28 de mayo fondeó finalmente en la rada interior del puerto. Partiendo del muelle de Catalinas, los miembros de la Comisión de Repatriación, presidida por Mariano Acosta, se dirigieron en la lancha Talita hasta el Villarino. Colocado el féretro en la falúa del Villarino, fue trasladado a la Talita saludado por salvas de artillería de todos los buques reunidos en el puerto
Tras el discurso del expresidente Domingo Faustino Sarmiento, los restos del Libertador fueron trasladados a la Plaza San Martín y recibidos por el presidente Nicolás Avellaneda, quien inició su homenaje con la frase de Quintiliano "Pocas palabras ante tan magno hecho".

### Revolución de 1880
Durante la Revolución de 1880 al mando de Daniel de Solier trasladó tropas y pertrechos del gobierno nacional hasta Campana, Rosario y otros puntos del litoral santafecino.
En la mañana del 24 de junio, cuando habían pasado pocas horas del armisticio, el Villarino bombardeó Retiro causando algunos muertos y una veintena de heridos entre las milicias rebeldes y la población civil así como daños en numerosas viviendas y comercios. 
Relata Eduardo Gutiérrez: "aquel bombardeo era más cobarde aún si cabe en lo posible puesto que en el bajo y cuarteles del Retiro no había más que paisanos desarmados pertenecientes al ejército del coronel Arias y aquel lado de la ciudad estaba todo habitado por familias inofensivas. Las bombas del Villarino empezaron a asesinar a aquellos pobres paisanos, yendo muchas de ellas a caer hasta la esquina de Parque y Esmeralda".
Mientras que la población ribereña buscaba refugio en las plazas Libertad y 6 de junio, el fuego fue respondido por dos cañones Krupp de la batería Once de Septiembre, a las órdenes del capitán Ramón Lorenzo Falcón y los tenientes Atilio Barilari y Tomás Rojas de la Escuela Naval. Uno de los proyectiles perforó el casco y explotó en la cámara de oficiales hiriendo de gravedad a uno de los camareros, tras lo cual se mantuvo un duelo de artillería entre las 10 y las 11:45 horas.
Controlado el movimiento porteño, a fines de julio llevó a remolque a la goleta Cabo de Hornos a Carmen de Patagones, así como materiales para la construcción del telégrafo militar. En dicha ciudad fue fusilado el marinero Giuseppe Mandi por agredir a un guardiamarina.

### Revolución Radical de 1890Revolución del Parque
El vapor "Villarino" participó en la Revolución del Parque de 1890 en Argentina. Durante este levantamiento cívico-militar, que tuvo lugar el 26 de julio de 1890, la escuadra naval sublevada por los revolucionarios de la Unión Cívica incluyó al "Villarino" junto con otros buques como el crucero Patagonia, el monitor Los Andes y la torpedera Maipú. 
El "Villarino" formó parte de las fuerzas navales que apoyaron la insurrección contra el gobierno de Miguel Juárez Celman. Durante los enfrentamientos, los buques revolucionarios, bajo el mando de oficiales como el teniente de navío Eduardo O'Connor, realizaron acciones en el puerto de la Boca del Riachuelo, al sur de la Casa Rosada, e incluso bombardearon posiciones gubernamentales, incluyendo la Casa de Gobierno, entre el 27 y 28 de julio. Sin embargo, tras la derrota de los revolucionarios y la firma del armisticio el 29 de julio, el "Villarino" volvió a quedar bajo control del gobierno.

### La carrera de la Patagonia
El 30 de diciembre de 1880 por decreto del presidente Roca y su Ministro de Marina Victorica, fue designado paquete de la carrera de Buenos Aires a Bahía Blanca y Patagones.
Durante 1881, al mando del teniente de navío Federico Spurr, efectuó 12 viajes a Patagones conduciendo pertrechos para las tropas al mando de Conrado Villegas. En el tercer viaje auxilió al pontón Manuelita que se encontraba a punto de naufragar en Bahía Blanca y en el séptimo trasladó al gobernador de la Patagonia coronel Álvaro Barros e inmigrantes galeses. En 1882 efectuó 8 viajes a Patagones y otro a la isla Martín García. Tras ser reparado en el dique Civils de Montevideo, en enero de 1883 se reintegró a sus funciones. Durante ese año efectuó diez viajes al sur y efectuó trabajos de relevamiento hidrográfico junto al cúter Santa Cruz
En abril de 1884, siempre al mando de Federico Spurr, integró la división encargada de levantar el Faro de Punta Lasserre, también conocido como Faro del Fin del Mundo o San Juan de Salvamento.
En 1886 efectuó 8 viajes hasta Ushuaia. Tras viajar en dos oportunidades al sur, el 4 de junio partió rumbo a Europa con la corbeta La Argentina para efectuar modificaciones y trabajos de mantenimiento en su astillero.
El 7 de abril de 1888 zarpó del East Float de Birkenhead arribando a Buenos Aires en mayo, partiendo luego por el río Paraná rumbo a Formosa para incorporarse luego a la Escuadrilla del Sud a la que había sido asignada desde su formación el 28 de marzo de 1887.
En 1889, al mando sucesivo del capitán de fragata Valentín Feilberg y los tenientes de navío Federico Mourglier (accidental) y Eduardo O'Connor, viajó en 9 oportunidades a Ushuaia y en uno a Montevideo transportando al presidente de la república Miguel Juárez Celman. En uno de sus viajes a Ushuaia rescató a 16 náufragos de la barca inglesa Jeanne. 
Durante 1890 se hallaba en reparaciones en Buenos Aires en momentos de estallar la Revolución del Parque por lo que debió rendirse a los revolucionarios y fue incorporado como insignia de la improvisada fuerza naval revolucionaria que incluía al crucero acorazado Patagonia, al Unión, Andes, Paraná y Maipú y bombardearía la Casa de Gobierno el 27 y el 28 de julio hasta aceptar el 29 de julio el armisticio negociado por los buques de guerra extranjeros surtos en Buenos Aires.
Finalizado el movimiento volvió a la carrera patagónica y en septiembre fue afectado a la expedición que al mando del gobernador del Territorio Nacional de Santa Cruz Ramón Lista exploraría el oeste de la provincia.
En 1891 viajó 6 veces a Ushuaia, en febrero auxilió al crucero Patagonia varado en el estrecho de Le Maire y trasladó desde la isla de los Estados a Punta Arenas a los náufragos de la fragata británica New York que transportaba una carga de carbón a California
En 1892 viajó 4 veces a Ushuaia y fue afectado temporalmente al apoyo de la Comisión de Límites con Chile, transportando a Tierra del Fuego pertrechos, víveres, caballos y mulas de a pie, apresando en dichas operaciones a los guaneros Gobernador Basavilbaso y Rosa de Rose en actividad ilegal. Durante 1893 efectuó 4 viajes en similares funciones al mando sucesivo de los tenientes de navío Zoilo Romero y Teófilo de Loqui. Al mando del teniente de navío Luis E.Calderón, en 1895 efectuó 8 viajes y en 1896 otros 5.
Al mando del teniente de fragata Eduardo Quesnel permaneció en reparaciones desde diciembre de ese año hasta comienzos de 1898, efectuando luego 7 viajes a Ushuaia al mando del teniente de fragata Juan León Murúa, revistando como segundo el teniente de fragata Eduardo Méndez y como pilotos Carbonetti y Fábregas.
En uno de esos viajes tuvo ocasión de trasladar entre otros pasajeros al perito Francisco Pascasio Moreno a Santa Cruz y al escritor Roberto Payró, quien lo describiría con estas palabras:
"El Villarino es un buque pequeño, muy marino, pero inadecuado para pasajeros. Tiene una máquina poderosa que le da una marcha de diez millas por hora, y puede hacer dos millas más ayudándose con su velamen, compuesto de cuchillos, cangreja, trinquete, redonda y velacho. Es coqueto, con su arboladura ligera y esbelta y su bien cortado casco pintado de blanco, y a velas desplegadas, en alta mar semeja un gran pájaro del sur rasando la ola".
De Murúa, excomandante del transporte Ushuaia, Payró afirmaría que era un gran conocedor de los canales del sur y que era un oficial prudente: "no arriesga su buque en locas aventuras, y lo cuida como si fuera una persona amada".

## El final
El 16 de marzo de 1899, mientras efectuaba su viaje 101 al sur, el Villarino fue arrojado sobre las restingas de las Islas Blancas, en Bahía Camarones, destruyéndose totalmente aunque sin pérdida de vidas gracias al auxilio del crucero 9 de Julio.
En mayo de 1976 en el llamado Operativo Camarones un grupo de buzos de la Agrupación de buceo Hermandad del Escrófalo hallaron los restos del Villarino y rescataron objetos que se destinaron a museos del país.
Luego en noviembre de 1986 se realizó una segunda expedición donde se filmó conjuntamente un documental con el equipo de "Historia Argentina Secreta", donde se terminaron de rescatar piezas que fueron donadas al Instituto Nacional Sanmartiniano y a la Armada Argentina.